# Józef Żadarnowski
Józef Żadarnowski – prezydent Włocławka w latach 1837–1839.